# Tiro ai Giochi della XXX Olimpiade - Skeet maschile
La gara di skeet maschile dei Giochi della XXX Olimpiade si è svolta il 30 e il 31 luglio 2012. Hanno partecipato 36 atleti.

## Formato
L'evento si articola in due fasi: un turno di qualificazione e la finale.
Nella qualificazione, ogni atleta spara verso 125 piattelli, suddivisi in 5 fasi da 25 piattelli l'una. I primi 6 tiratori accedono alla finale.
Nella finale, ogni atleta spara verso 25 piattelli addizionali; il punteggio finale considera tutti i 150 colpi sparati.

## Record
Prima della competizione, i record olimpici e mondiali erano i seguenti:
| Qualificazione  | Qualificazione                                        | Qualificazione            | Qualificazione | Qualificazione |
| --------------- | ----------------------------------------------------- | ------------------------- | -------------- | -------------- |
| Record mondiale | Vincent Hancock (Stati Uniti d'America)               | 125                       | Lonato, Italia | 14 giugno 2007 |
| Record olimpico | Vincent Hancock (Stati Uniti)                         | 121                       | Pechino, Cina  | 16 agosto 2008 |
| Record mondiale | Vincent Hancock (Stati Uniti d'America)               | 150 (125+25)              | Lonato, Italia | 14 giugno 2007 |
| Record olimpico | Vincent Hancock (Stati Uniti) Tore Brovold (Norvegia) | 145 (121+24) 145 (120+25) | Pechino, Cina  | 16 agosto 2008 |

## Programma
| Data           | Ora (BST/UTC+1) | Turno          |
| -------------- | --------------- | -------------- |
| 30 luglio 2012 | 9:00            | Qualificazioni |
| 31 luglio 2012 | 9:00            | Qualificazioni |
| 31 luglio 2012 | 14:00           | Finale         |

## Turno di qualificazione
| Pos. | Atleta                   | Nazione             | 1  | 2  | 3  | 4  | 5  | Totale | Note  |
| ---- | ------------------------ | ------------------- | -- | -- | -- | -- | -- | ------ | ----- |
| 1    | Vincent Hancock          | Stati Uniti         | 25 | 24 | 25 | 24 | 25 | 123    | Q, OR |
| 2    | Anders Golding           | Danimarca           | 24 | 23 | 25 | 25 | 25 | 122    | Q     |
| 3    | Valerij Šomin            | Russia              | 23 | 24 | 24 | 25 | 25 | 121    | Q     |
| 4    | Nasser Al-Attiyah        | Qatar               | 25 | 23 | 24 | 24 | 25 | 121    | Q     |
| 5    | Luigi Lodde              | Italia              | 21 | 25 | 24 | 25 | 25 | 120    | Q     |
| 6    | Jan Sychra               | Rep. Ceca           | 23 | 23 | 25 | 24 | 25 | 120    | Q     |
| 7    | Marcus Svensson          | Svezia              | 22 | 24 | 24 | 24 | 25 | 119    |       |
| 8    | Frank Thompson           | Stati Uniti         | 24 | 23 | 24 | 23 | 25 | 119    |       |
| 9    | Nikolaos Mavrommatis     | Grecia              | 23 | 25 | 23 | 24 | 24 | 119    |       |
| 10   | Ralf Buchheim            | Germania            | 23 | 21 | 24 | 25 | 25 | 118    |       |
| 11   | Georgios Achilleos       | Cipro               | 23 | 22 | 24 | 24 | 25 | 118    |       |
| 12   | Richard Brickell         | Regno Unito         | 24 | 22 | 23 | 25 | 24 | 118    |       |
| 13   | Saeed Al-Maktoum         | Emirati Arabi Uniti | 21 | 24 | 25 | 24 | 24 | 118    |       |
| 14   | Ennio Falco              | Italia              | 24 | 23 | 24 | 23 | 24 | 118    |       |
| 15   | Stefan Nilsson           | Svezia              | 22 | 25 | 25 | 22 | 24 | 118    |       |
| 16   | Rory Warlow              | Regno Unito         | 24 | 24 | 22 | 25 | 23 | 118    |       |
| 17   | Anthony Terras           | Francia             | 21 | 24 | 24 | 25 | 23 | 117    |       |
| 18   | Mostafa Hamdy            | Egitto              | 23 | 25 | 22 | 24 | 23 | 117    |       |
| 19   | Jakub Tomeček            | Rep. Ceca           | 24 | 23 | 23 | 25 | 22 | 117    |       |
| 20   | Keith Ferguson           | Australia           | 23 | 22 | 23 | 22 | 24 | 116    |       |
| 21   | Abdullah Al-Rashidi      | Kuwait              | 23 | 24 | 24 | 21 | 24 | 116    |       |
| 22   | Antonakis Andreou        | Cipro               | 22 | 23 | 23 | 24 | 23 | 115    |       |
| 23   | Juan José Aramburu       | Spagna              | 23 | 22 | 24 | 24 | 22 | 115    |       |
| 24   | Javier Rodríguez         | Messico             | 23 | 22 | 23 | 22 | 24 | 114    |       |
| 25   | Efthimios Mitas          | Grecia              | 22 | 24 | 23 | 22 | 23 | 114    |       |
| 26   | Jesper Hansen            | Danimarca           | 22 | 22 | 24 | 24 | 21 | 113    |       |
| 27   | Tore Brovold             | Norvegia            | 22 | 25 | 22 | 24 | 20 | 113    |       |
| 28   | Khurram Inam             | Pakistan            | 21 | 23 | 23 | 20 | 25 | 112    |       |
| 29   | Majed Al-Tamimi          | Arabia Saudita      | 23 | 18 | 20 | 25 | 21 | 111    |       |
| 30   | Guillermo Alfredo Torres | Cuba                | 20 | 21 | 25 | 22 | 22 | 110    |       |
| 31   | Paul Brian Rosario       | Filippine           | 22 | 19 | 25 | 22 | 24 | 109    |       |
| 32   | Nicolas Pacheco Espinosa | Perù                | 21 | 21 | 21 | 22 | 24 | 109    |       |
| 33   | Clive Barton             | Australia           | 20 | 22 | 25 | 21 | 21 | 109    |       |
| 34   | Fabio Ramella            | Svizzera            | 21 | 23 | 22 | 23 | 20 | 109    |       |
| 35   | Cho Yong-Seong           | Corea del Sud       | 24 | 21 | 23 | 22 | 19 | 109    |       |
| 36   | Azmy Mehelba             | Egitto              | 21 | 19 | 24 | 24 | 20 | 108    |       |

## Finale
| Posizione | Atleta            | Qual. | Finale | Totale | Spareggio | Note |
| --------- | ----------------- | ----- | ------ | ------ | --------- | ---- |
|           | Vincent Hancock   | 123   | 25     | 148    |           | OR   |
|           | Anders Golding    | 122   | 24     | 146    |           |      |
|           | Nasser Al-Attiyah | 121   | 23     | 144    | 6         |      |
| 4         | Valerij Šomin     | 121   | 23     | 144    | 5         |      |
| 5         | Luigi Lodde       | 120   | 23     | 143    |           |      |
| 6         | Jan Sychra        | 120   | 23     | 143    |           |      |